# Giovanni Pannini

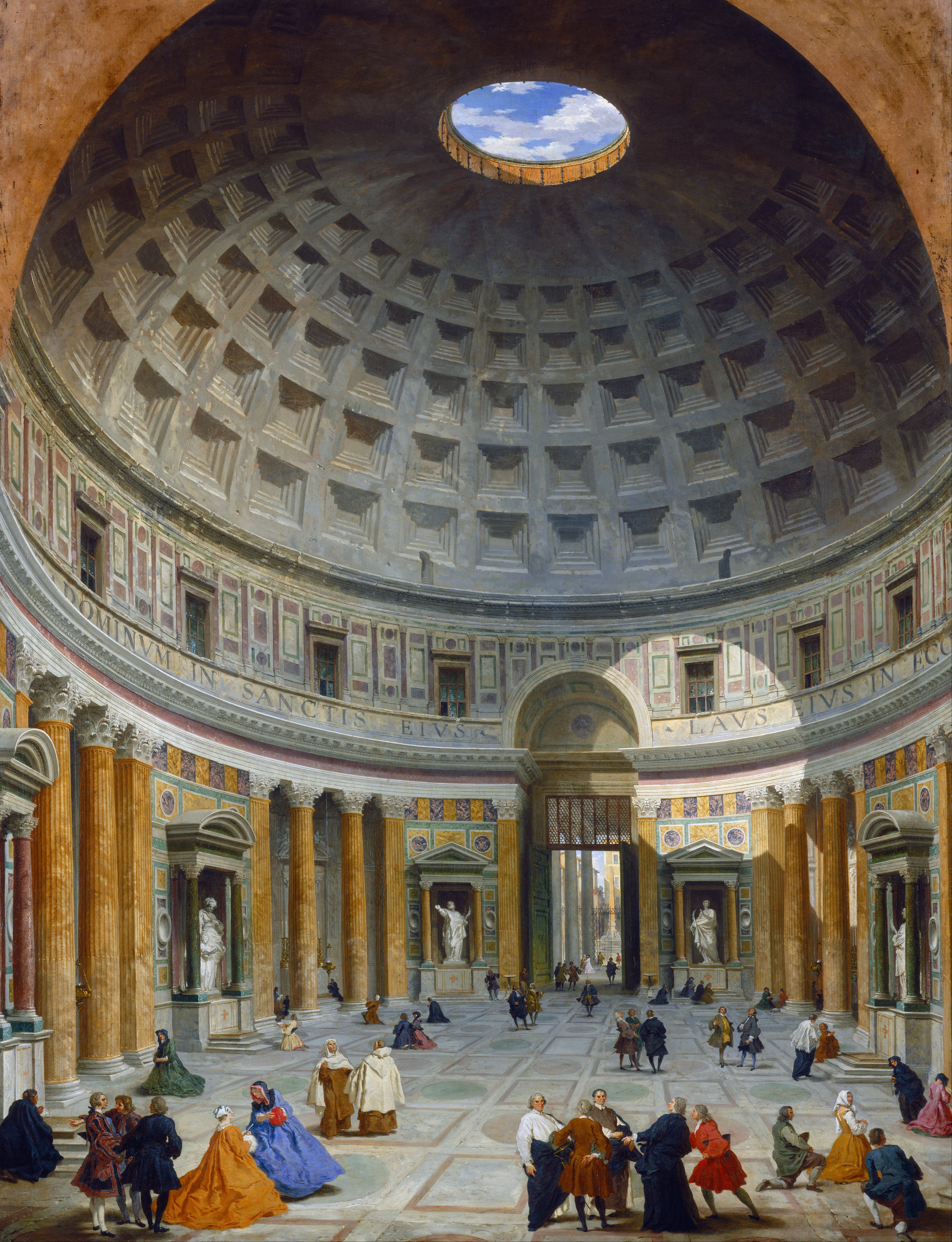
El interior del Panteón, por Pannini.

Giovanni Paolo Pannini (también escrito como Panini) (Piacenza, 17 de junio de 1691 - Roma, 21 de octubre de 1765) fue un pintor, arquitecto y uno de los pioneros del vedutismo italiano a la vez que del género de los caprichos. Fue miembro de la academia de San Lucas de Roma, discípulo de Benedetto Luti y de forma indirecta de Francesco Galli-Bibiena.

## Biografía
Nació en 1691 en Piacenza. En esta ciudad estudió como escenógrafo teatral, hasta que en 1711 se desplazó a Roma, donde comenzó a estudiar dibujo con Benedetto Luti. Alcanzó la fama como decorador de palacios, entre ellos la villa Patrizi (1718–1725) y el Palacio de Carolis (1720). Como pintor, es muy conocido por sus vistas de la ciudad de Roma, en las que se interesó sobre todo por los restos más antiguos de la ciudad. Su trabajo más conocido es el interior del Panteón de Roma y sus "vistas" (vedute), pinturas que representan una galería de cuadros que a su vez cada uno es una vista de la ciudad de Roma.
En 1719 Pannini fue admitido en la Congregazione dei Virtuosi al Pantheon. Enseñó en Roma en la Accademia di San Luca, donde influenció a Jean-Honoré Fragonard.
Murió en Roma el 21 de octubre de 1765.

## Obras
Pannini destacó como pintor en su tiempo no solo por ser el primer artista italiano que afrontó con interés la pintura de las ruinas romanas, sino también porque supo aunar en su estilo la herencia de la pintura renacentista italiana con las nuevas tendencias pictóricas que llegaban de Francia. Fue muy productivo y cotizado, razón por la cual existen ejemplos suyos en muchos de los principales museos europeos, como el Prado, o el Thyssen-Bornemisza en Madrid. Aún sin viajar a España se sabe que por encargo Filippo Juvara realizó perspectivas para el Salón de Lacas del Palacio Real de la Granja de San Ildefonso. Pintó escenas bíblicas como la Expulsión de los Mercaderes del templo, o Jesús en la piscina probática.
Los cuadros más relevantes y famosos son: Galería de cuadros con vistas de la Roma Antigua y Galería de cuadros con vistas de la Roma.

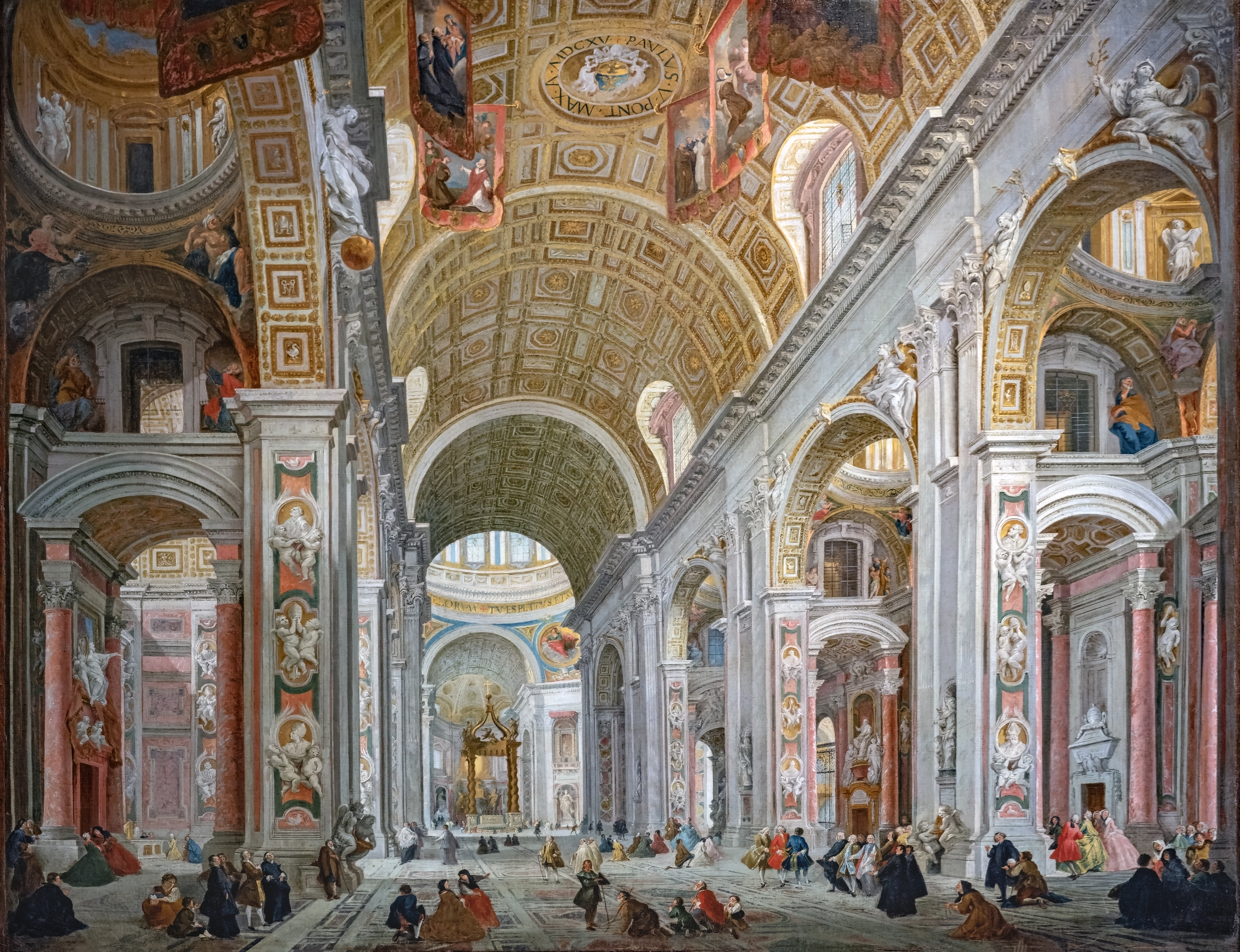
Interior de la Basílica de San Pedro (entrada).
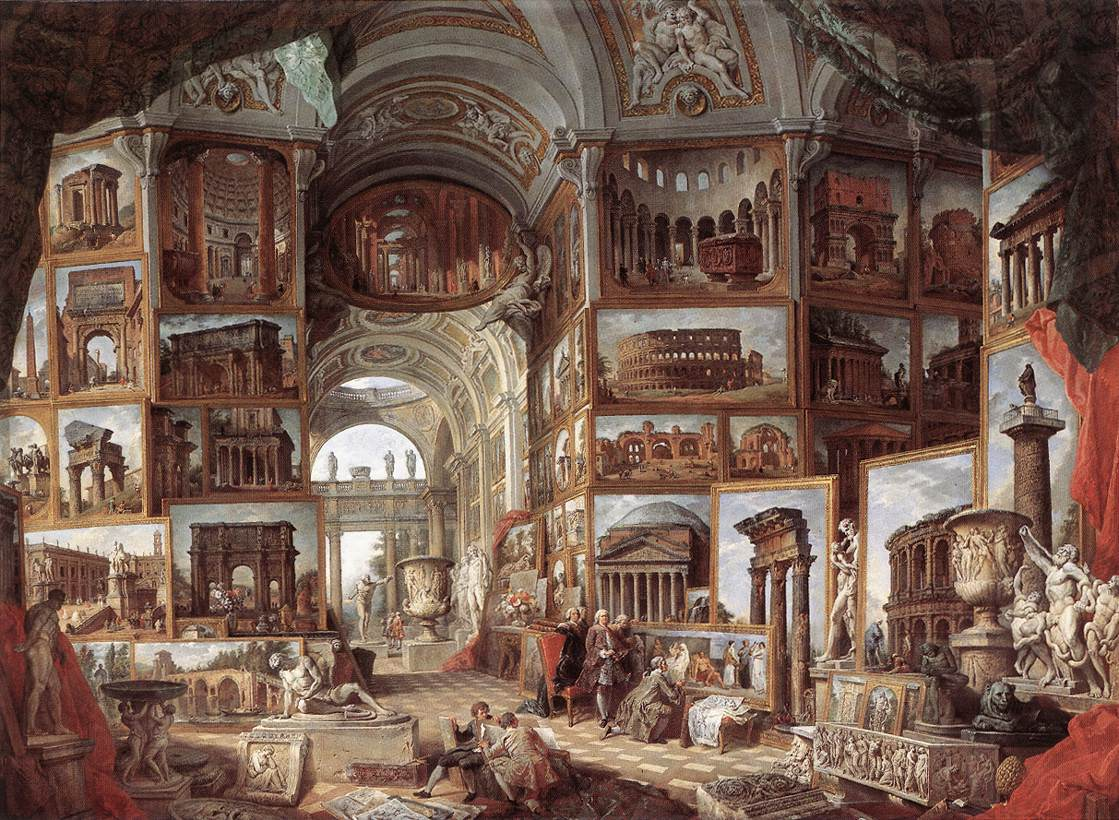
Galería de cuadros con vistas de la Roma Antigua (1759).
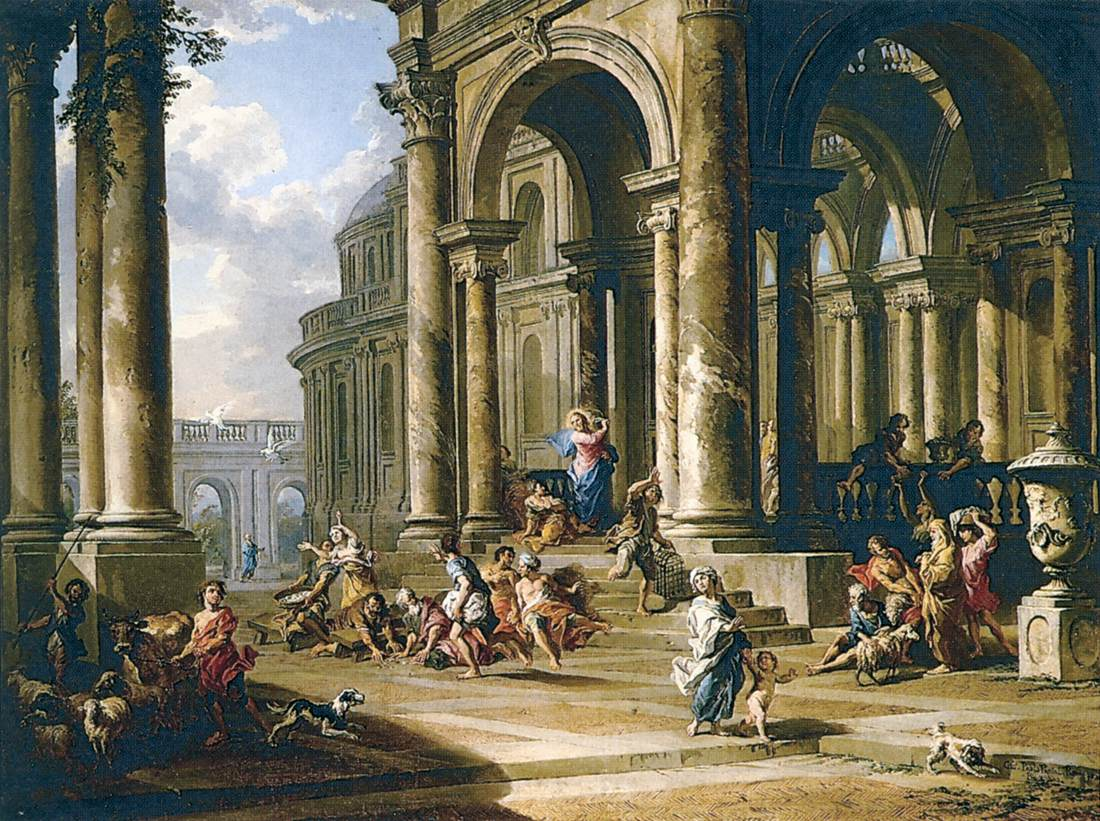
Expulsión de los mercaderes, (1724).
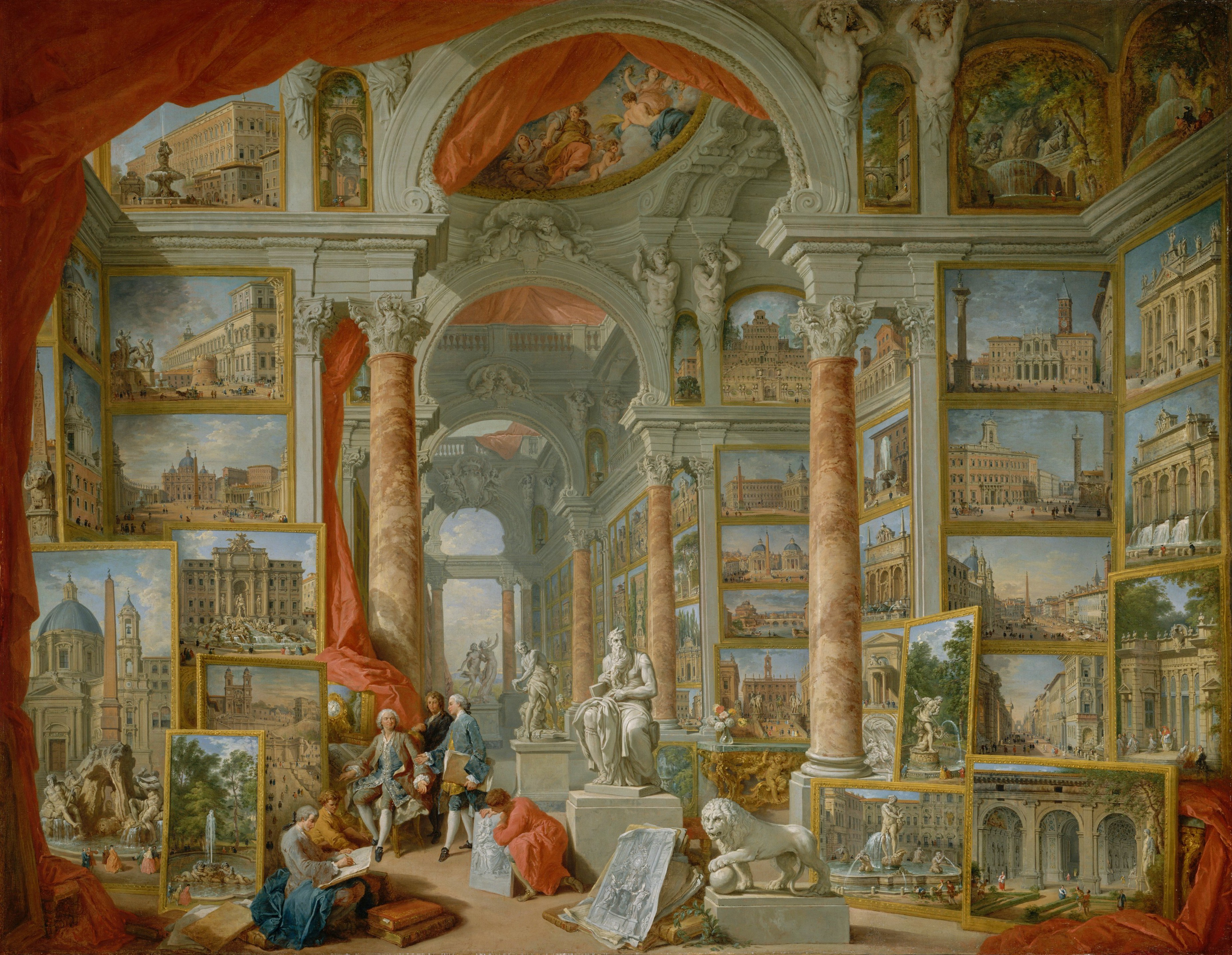
Galería de cuadros con vistas de la Roma Moderna (1758).
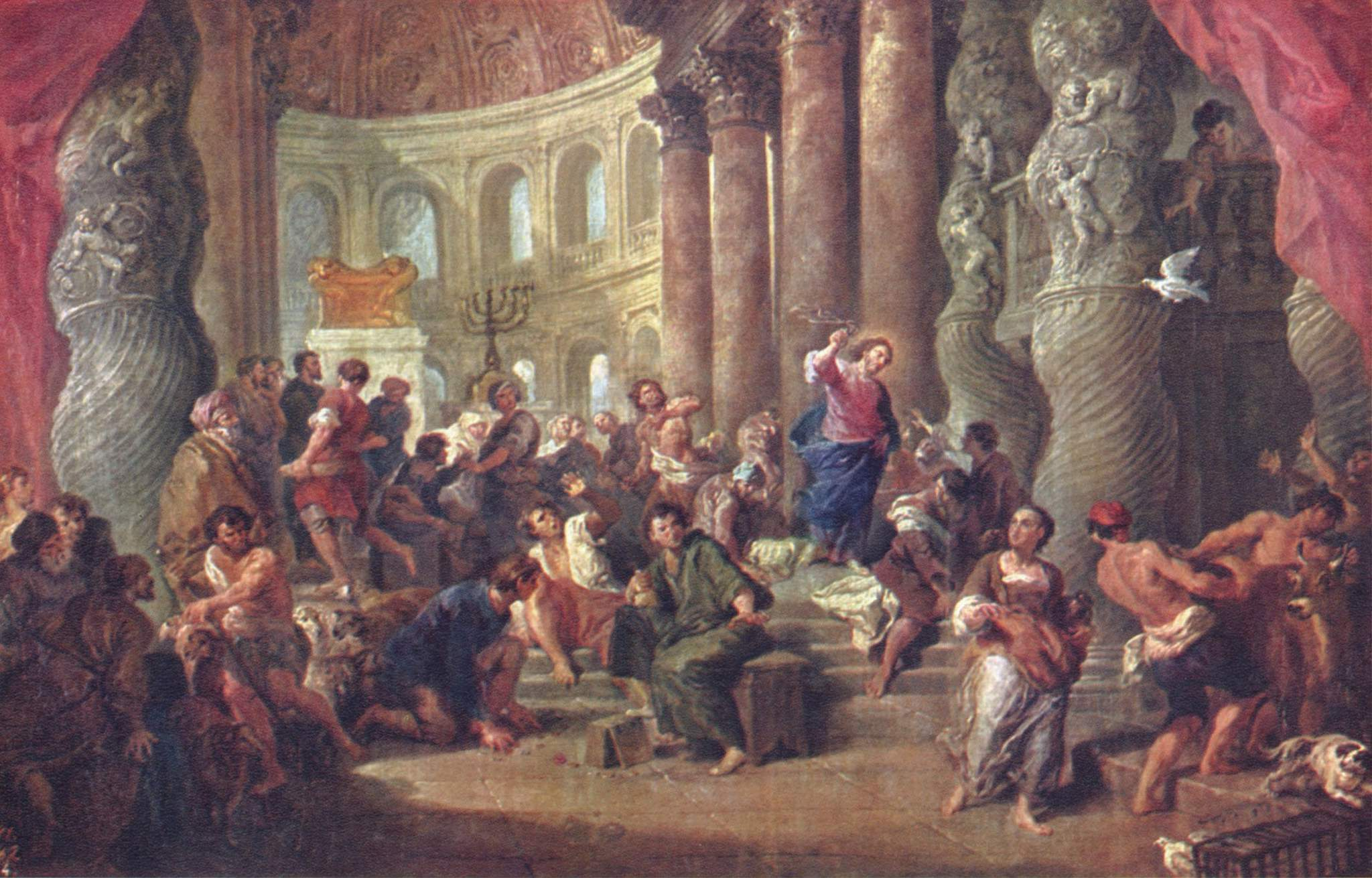
Jesús arroja a los mercaderes del Templo.[3] (h. 1725).

## Grand Tour

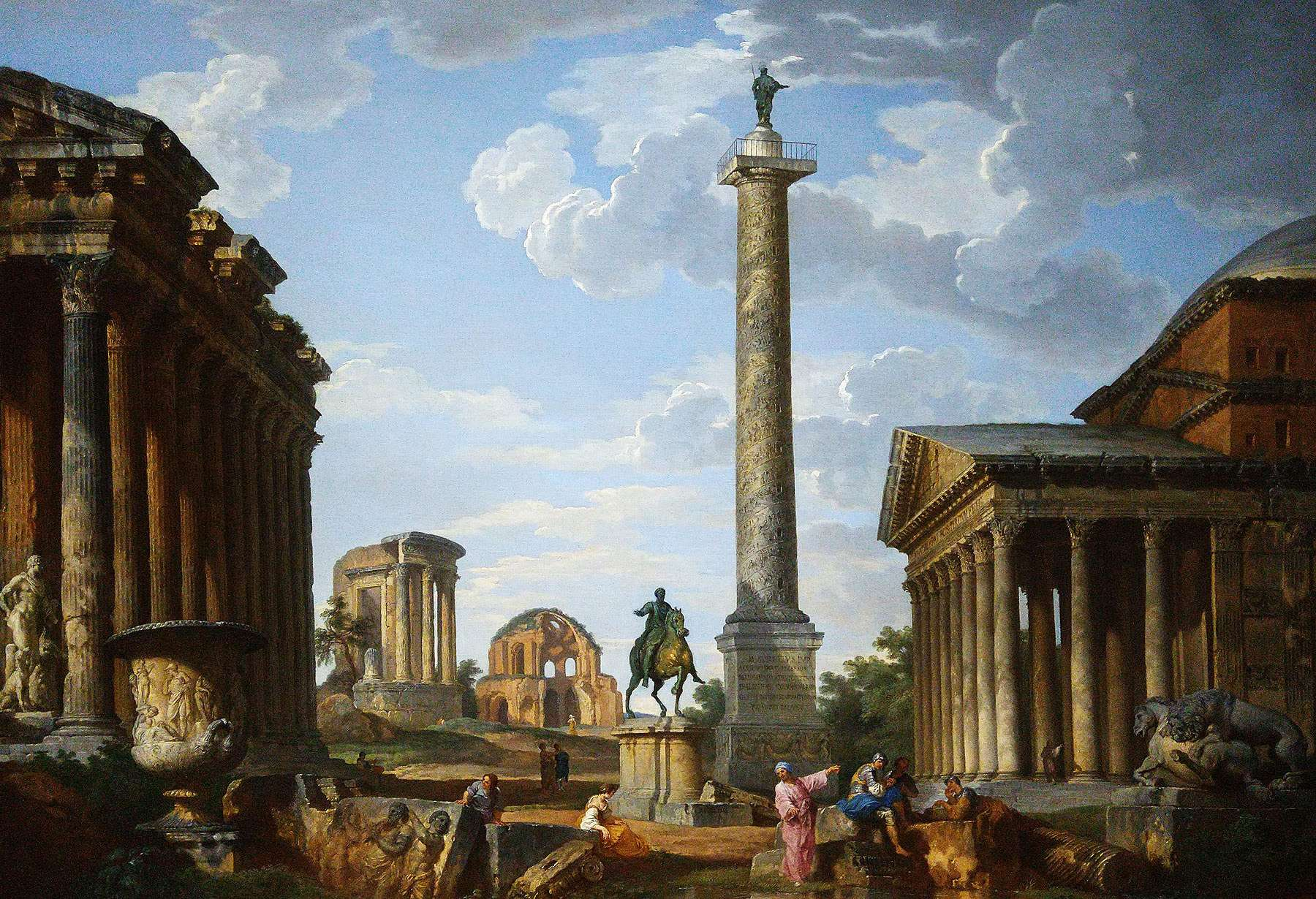
Capriccio - Giovanni Paolo Pannini

El grand tour, un acontecimiento cultural y social que englobaba (mayoritariamente) a las altas clases inglesas, ayudó a que artistas como Antonio Joli, Pompeo Battoni  e incluso Giovanni Paolo Pannini, llegasen al culmen de su carrera ya que lo normal es que los "turistas" del siglo XVII compraran lo que hoy conocemos como souvenir pero, claramente un souvenir de la época, y este era ni más ni menos que un cuadro. ¿Y para qué servía ese cuadro? Para garantizar que esa persona había realizado el grand tour ya que era un viaje que tenía como fin el crecimiento personal e intelectual de la élite del momento por lo que hacerlo era clave para el desarrollo profesional y para ello, el cuadro tenía un propósito fundamental a la hora de confirmar el recorrido del noble o el burgués

## Influenciados
Giovanni Paolo Panini trabajó con varios artistas que viajaron a Roma con fines académicos. Algunos de ellos fueron:
- Jean-Honoré Fragonard.
- Hubert Robert.
- Canaletto.

A la vez que influyó a otros artistas de la talla de Giovanni Battista Piranesi.
Grandes artistas del Seicento italiano y el Rococó francés.

## Museos
Grandes e importantes obras de este artista se encuentran en los mejores museos del mundo, lo que indica el valor artístico del pintor.
- Museo del Prado en Madrid

- Museo del Louvre en París.
- Museo metropolitano en Nueva York.
- Museo Thyssen en Madrid.
- Museo Hermitage en San Petersburgo.

## Clientes de Giovanni Paolo Pannini

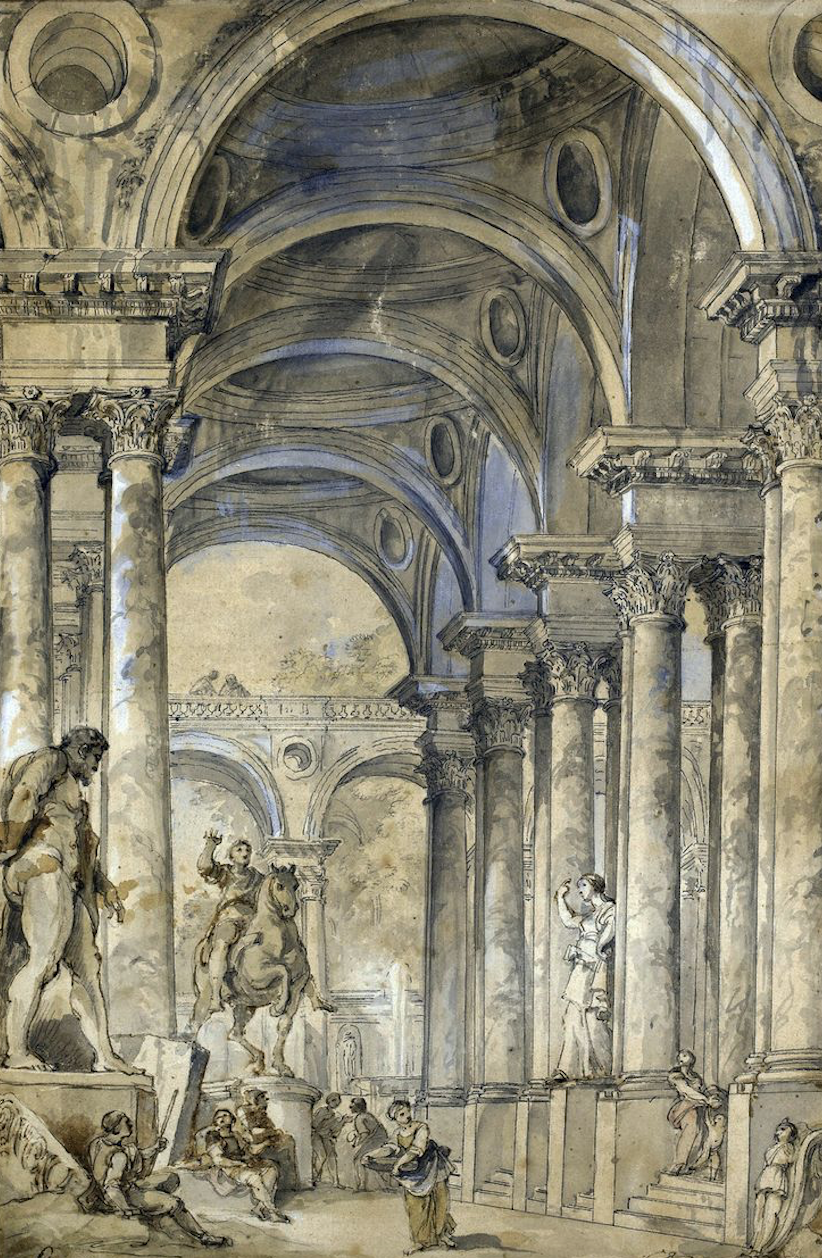
Charles - Joseph Natoire y Pannini Capriccio arquitectónico con ruinas.

La élite de aquel entonces encargó varios cuadros a Pannini siendo los franceses los que más apoyaron el arte entremezclado entre el rococó y el neoclasicismo del artista. Otro factor importante fue el mecenazgo del Papa Benedicto XIV que conllevó a la toma de contactos por parte de Pannini.
- Étienne François de Choiseul.
- Claude-François de Montboissier de Canillac de Beaufort.
- Benedicto XIV.
- Silvio Valenti Gonzaga.

Algunas de las obras encargadas por el papa fueron: Carlos III en la Basílica De San Pedro y Visita de Carlos III al papa Benedicto XIV.
Del cardenal Silvio podemos encontrarnos con una obra que trata de la galería de dicho cardenal.

## Colaboraciones
Hizo varias colaboraciones con artistas como Charles-Joseph Natoire un renombrado artista francés que junto a Charles-André van Loo y François Boucher consiguió ser uno de los mayores exponentes del rococó en Italia.
Un cuadro, llamado Capriccio with figures and ruins, pintado por Charles y Pannini, se vendió en Christies por la suma de 22.500 USD.

## Cotización
Sus pinturas han sido presentadas en subasta 462, la suma del dinero conseguido con sus obras es de más de 1 millón de euros. Actualmente está en la posición 802 de la clasificación mundial de artistas más cotizados. La primera obra que salió a subasta fue en 1985 "A Sybil preaching to a crowd amidst roman ruins¨. La categoría más vendida es la pintura al óleo y el país donde más éxito ha tenido, fue y sigue siendo en Reino Unido.